# Luis Manuel de Zañartu
Luis Manuel de Zañartu e Iriarte (Oñate, País Vasco, 10 de septiembre de 1723—Santiago de Chile, 15 de abril de 1782) fue un noble vasco y célebre personaje histórico criollo de la entonces sociedad colonial de Chile, más conocido como el Corregidor Zañartu, fue comerciante de Santiago. Su fama se debió a la mano firme de sus procedimientos para evitar el pillaje y la comisión de delitos y su obra máxima, la construcción del Puente Cal y Canto.

## Biografía

### Genealogía hidalga
Hijo de José de Zañartu y Palacios y Antonia de Iriarte y Lizarralde, perteneció a una familia de la baja nobleza vasca; de hecho, parte de sus ancestros ocuparon puestos concejiles en su pueblo natal, los cuales antaño estaban reservados a personas que acreditaran ser hidalgos. El progenitor era un próspero comerciante de productos agrícolas, y poseía graneros y bodegas en Valparaíso y tierras cerca de lo que ahora se llama Concón las cuales le fueron concedidas por el virrey de la época.

### Algunos pasajes de su infancia, su adolescencia y su adultez
Luis Manuel llegó a Chile junto a sus padres en 1730 a sus 7 años de edad. Ese mismo año fue puesto bajo la dirección de un preceptor jesuita, para después educarse en el Convictorio jesuita de San Francisco Javier de Santiago.
Al cabo de cierto tiempo, fallecieron sus padres y, como único hijo (tenía una hermana en España) en territorio chileno, se convirtió en su heredero universal, transformándose en uno de los sujetos más ricos del reino.
Pasaron los años, y el joven Luis Manuel recibió noticia de su hermana Margarita, de que sus heredades en España habían sido gravadas con los acostumbrados impuestos cobrados a los pecheros (no nobles), lo cual ciertamente lo indignó. Por esto, en abril de 1755 se resolvió viajar a España con el objeto de demostrar su calidad social y, con ello, impugnar y dejar sin efecto el cobro de tales gravámenes. Así, pues, en 1757 Zañartu otorgó poder al presbítero Juan José de Araos y Otálora para que lo representase ante el ayuntamiento de Oñate, y entablase juicio de ejecutoria de nobleza. Logró su cometido y fue declarado "caballero hijodalgo de casa y solar conocido"; a la vez, obtuvo que se suspendiera definitivamente el impuesto sobre sus bienes. Con su reconocimiento recibió el trato hidalgo de "Don" y escudo de armas.
Al año siguiente regresó a Chile, trayendo diversos artículos y mercaderías; luego, contrajo matrimonio en Santiago, el 24 de septiembre de 1758, con la joven María del Carmen Errázuriz y Madariaga, natural de dicha ciudad, hija de Francisco Javier de Errázuriz y Larraín (el fundador de su linaje en Chile) y de María del Loreto Madariaga y Lecuna Jáuregui. Este matrimonio solo engendró dos hijas: Teresa de Jesús Rafaela (nacida en 1759) y María de los Dolores (nacida en 1761), a quienes su padre confinó de por vida en un convento de la capital chilena. 

### Panorama social de su marco de acción
La sociedad colonial chilena se debatía, bien entrado el siglo XVIII, en una profunda degradación moral, al punto de que las riñas callejeras, los desórdenes públicos, las masacres, la prostitución y otros vicios, no lograban sorprender a nadie. Varias fueron las iniciativas tomadas por parte de las autoridades para acabar con semejantes tropelías, pero todas resultaban estériles tentativas de encauzar por el camino de la rectitud a quienes cometían estas fechorías. Zañartu de formación estrictamente religiosa y puritana consideraba estas situaciones como indignas para el ideal de pueblo civilizado y le aterrorizaba que sus hijas se enfrentaran a esta sociedad degradada moralmente. Este pensamiento sellaría el destino de sus dos hijas.
Luis Manuel de Zañartu advirtió prontamente, una vez que entró en años y comenzó a conseguir éxito en sus negocios mercantiles, aquel estado de abyección social. El historiador chileno Francisco Antonio Encina le atribuye una potente personalidad y liderazgo firme, unida a un carácter marcadamente inflexible y severo, elementos que considera propios de un alma vascongada:

Luis Manuel de Zañartu se propuso hacer por sí solo, en el espacio de una vida, lo que en la historia, hasta hoy día, sólo ha realizado la influencia muchas veces secular de la coerción social: imponer al mestizo el hábito del trabajo, la sobriedad, la honradez y el tipo de vida correspondiente a un pueblo civilizado.
Historia de Chile desde la Prehistoria hasta 1891, tomo VII, páginas 219-225.

Agrega Encina que para Zañartu, los únicos medios eficaces para cristalizar su objetivo eran "los azotes, los grillos y los trabajos forzados".
El 11 de diciembre de 1762, el gobernador de Chile Antonio de Guill y Gonzaga extendió a Zañartu el nombramiento de Corregidor y Justicia Mayor de Santiago, cargo que lo convertiría en una de los hombres más duros,  famosos y enigmáticos de la historia de este país sudamericano. Unió a este empleo los títulos honoríficos de Justicia Mayor y Lugarteniente de Capitán General, situación que lo habilitaba para portar bastón de mando y le confería poder militar. Zañartu usó ampliamente estos poderes con mano firme e hizo caso omiso a las fuertes críticas de los criollos vecinos de los cuales fue víctima.

## El corregidor de Santiago-obras civiles

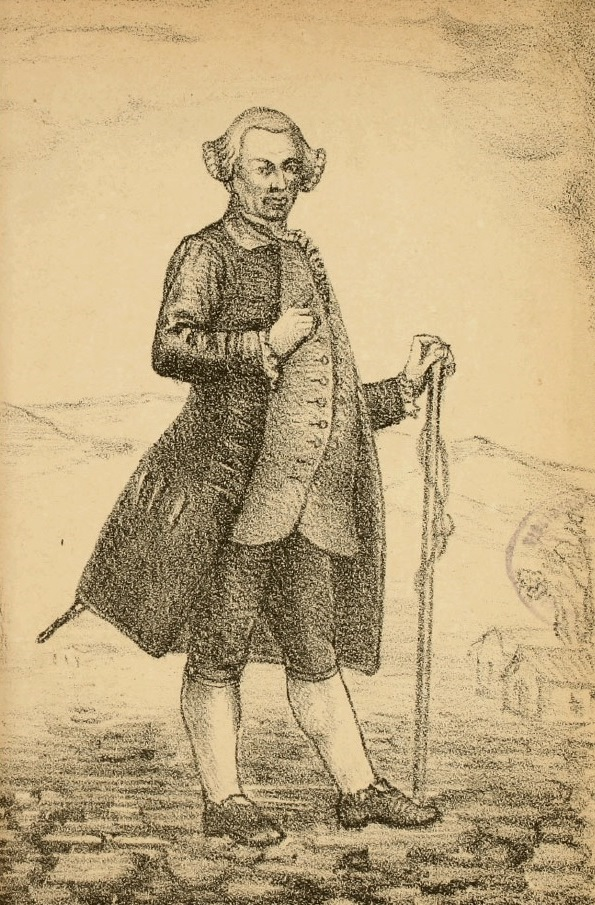
El corregidor Zañartu por José Miguel Blanco (1888).

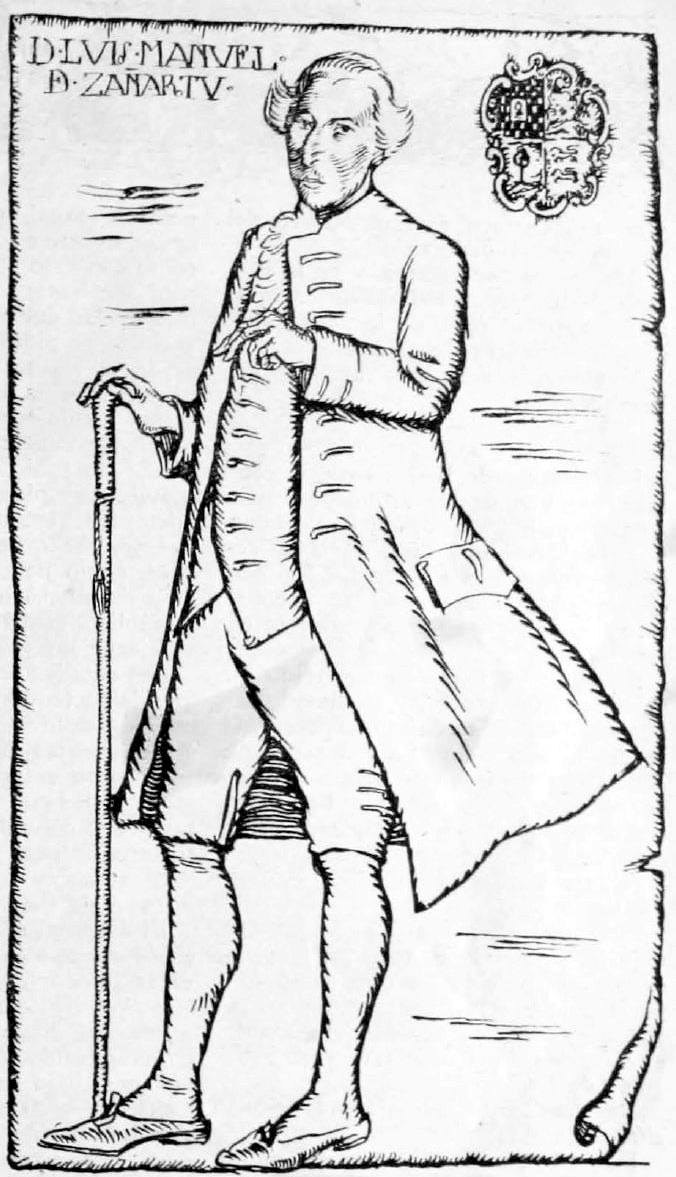
El corregidor Zañartu.

Tras su designación, Zañartu se abocó con inusitada energía a los proyectos que tenía en mente en forma autocrática. 
Ideó el traslado diario de los presos de la cárcel de Santiago a las obras públicas que requirieran mano de obra útil con el pretexto de que el trabajo duro y forzosamente honesto educaría a aquellas almas delictivas.
De esta forma, son absoluta autoría suya materializaciones tales como la canalización y conducción de agua potable cordillerana para los vecinos de esa ciudad o la construcción del célebre puente de Cal y Canto (cuyas obras se iniciaron en 1771 y que fueron inauguradas al público el 11 de febrero de 1782, con el concurso del presidente Ambrosio de Benavides, de los miembros de la audiencia real, del cabildo y otras personas de calidad).
Zañartu consideraba que forzar a los viciosos, borrachos, a los reos y a todos aquellos que fueran despreciados por la sociedad, significaba redimirlos y ganar para el reino brazos útiles entregados forzosamente al trabajo honesto. Él mismo, arriesgando su propia vida, se hacía encadenar con los presos, provisto sólo con una pistola, para impedir que éstos se fugasen. Hizo, además, recoger a todos los vagos, borrachines de taberna y facinerosos e inmediatamente fueron conducidos engrillados a las obras que se les señalasen, su figura comenzó a ser temida en la bohemia de la época; sin embargo, la concentración de poder, las envidias, una personalidad directa y honesta y sus acciones empezaron a formar en torno a él, hostilidades y maledicencias soterradas además de enemigos dentro de su misma clase social la cual le debía su salvaguarda y protección.
Consecuentemente, la aparición de los detractores no se hizo esperar. Llovieron las acusaciones y las ofensas contra el corregidor, que, para colmo, tal como lo expresa Encina, servía de pararrayos al gobernador Guill, quien era reputado por un santo, pero que en realidad no pasaba de ser un hombre débil de personalidad, pusilánime e incapaz de realizar las empresas que emprendió Zañartu. El tenor de la maledicencia dirigida sobre la persona del mítico funcionario real era así: "Dígnese V. M. (vuestra merced) -decía el cabildo santiaguino en pleno al rey de España- por efecto de su real conmiseración quitarnos este estorbo que tanto nos perjudica".
Los vecinos más importantes de Santiago se quejaban constantemente del modo en que procedía Luis Manuel de Zañartu. Lo censuraban por el hecho de no respetar la autoridad de ningún representante del Rey, por resolver asuntos que no estaban bajo su jurisdicción, por disponer a su entero arbitrio de diversos estancos y monopolios, así como de los fondos públicos. En honor a la verdad, nunca pudo probarse que Zañartu hubiera cometido deshonestidad alguna en defraudaciones ni otro género de delitos de colusión o monopolio. Más que nada, aquellos vecinos criollos se sentían heridos por la sencilla razón de que el corregidor no los trataba con la debida distinción apropiada en la forma en que ellos estaban habituados, es decir, de acuerdo a su nobleza, hidalguía y linaje, motivo por el cual lo tacharon de insolente, de usurpador, de autoritario, entre otros variopintos epítetos soterrados.

## Semblanza
Los pocos retratos que aun perduran lo retratan como un hombre alto por sobre la media, de rasgos aristocráticos, de ceño severo, y una personalidad excéntrica y fuerte.
Se le describe poseedor de una gran entereza anímica en los emprendimientos y capaz para abordar cualquier problemática que estuviera dentro de su jurisdicción e implacable en la aplicación de las sanciones que dictaban las leyes de la época.
La aparente crueldad con la que se le estigmatizó obedecía a sus acciones para revertir el estado de decadencia social en la que estaba sumida la sociedad capitalina que producto de aquello hacía que se cometieran toda clase de fechorías por parte del bandidaje anquilosado en los tugurios, tabernas y plazas.
Fue implacable e inmisericorde en la aplicación punitiva que las leyes le conferían y con ello se logró bajar el crimen callejero, la prostitución y otros vicios sociales.
Algunas fuentes indican que no era un hombre muy inclinado a las cosas doctrinales de Dios, por más que haya cronistas y literatos que lo pinten como estricto observante y piadoso, sin embargo, sus directrices en ese aspecto hablan por sí mismas.
El gobernador de Chile don Antonio de Guill y Gonzaga le tuvo gran estimación y confianza, reflejadas en el nombramiento que recibió Zañartu el 2 de noviembre de 1778, como coronel del regimiento de infantería de milicias de Santiago. También lo designó albacea testamentario con la expresa cláusula que lo liberaba de rendir cuentas, una muestra de absoluta confianza en su honestidad y transparencia.
En la Cultura Popular

## Puente de Cal y Canto

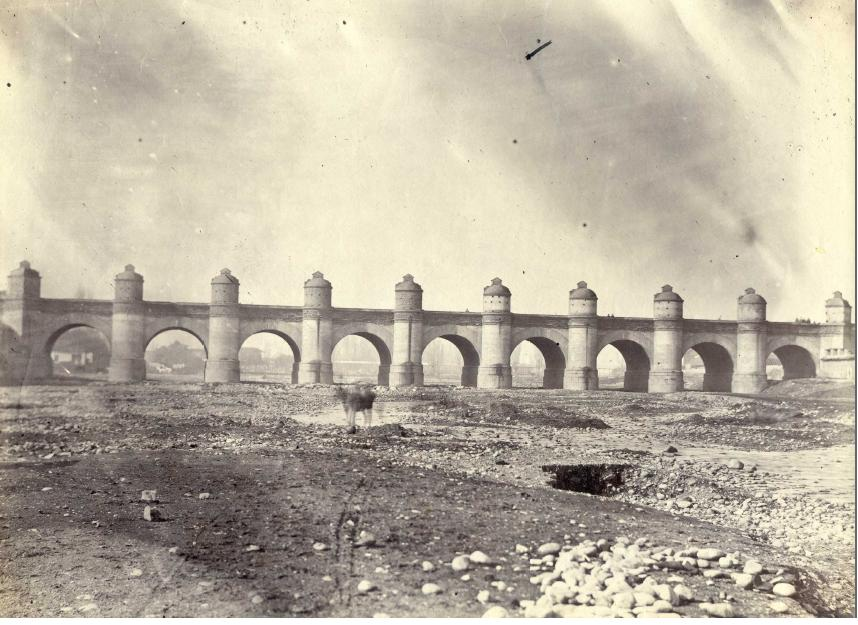
Puente de Cal Y Canto (1863)

En junio de 1767. Zañartu y tras muchos esfuerzos administrativos y trabas legales, lograba iniciar las obras para construir un puente al estilo europeo sobre el Rio Mapocho que unía la ciudad con el camino de la Chimba (ex-Camino del Inca), la dirección técnica fue realizada por el Real ingeniero militar y constructor José Antonio Birt.  Birt Falleció durante la construcción del mismo en agosto de 1773, mientras se encontraba en Valparaíso.
Su construcción tardó cerca de 13 años y se usó mano de obra forzada salida de las cárceles y posteriormente de los prisioneros de pueblos originarios que venían de las rebeliones mapuches en La Frontera del Bio Bio. Su obra fue acabada en junio de 1780.  Duró 100 años.
Fue uno de sus mayores aportes urbanos junto con la construcción de Tajamares para el Mapocho y canalizaciones desde la precordillera para surtir de agua a la ciudad.

### Las hijas del corregidor
Uno de los acontecimientos más desconcertantes de la vida de Luis Manuel de Zañartu lo constituye la profesión religiosa de sus hijas Teresa y Dolores. 
En 1764 escribió una carta al rey Carlos III de España solicitándole autorización para fundar un convento de monjas contemplativas, que le fue concedida por licencia dada el 23 de julio de 1766.
Zañartu, empleando para ello fondos personales, inició los trabajos de edificación que contemplaban una iglesia y un convento de cinco claustros. En 1770 hizo traer desde otra comunidad religiosa (la del monasterio de Carmelitas Descalzas de San José o El Carmen Alto de Santiago) a siete monjas, entre las cuales se hallaban las hijas del corregidor, que habían recibido una dote de 20.000 pesos de la época para que entrasen en calidad de fundadoras; Teresa y Dolores apenas tenían once y nueve años de edad, respectivamente, y su padre les señaló abruptamente el curso de sus tiernas vidas.
En 1772, fallecía de Tifus, su esposa María del Carmen Errázuriz, cuyo apoyo emocional, compañerismo y consejos tiernos había otorgado serenidad y felicidad a su vida; este hecho lo devastó tremendamente, endureciendo aún más su fuerte carácter y terminando por aislarse del medio social en que vivía, sin quererlo, este hecho minaría lentamente su potente personalidad para trastocar en una temprana demencia senil.
María del Carmen falleció el día 1 de enero de 1772, producto de haber contraído el temido chavalongo, probablemente tifus, que le arrebató la vida. 

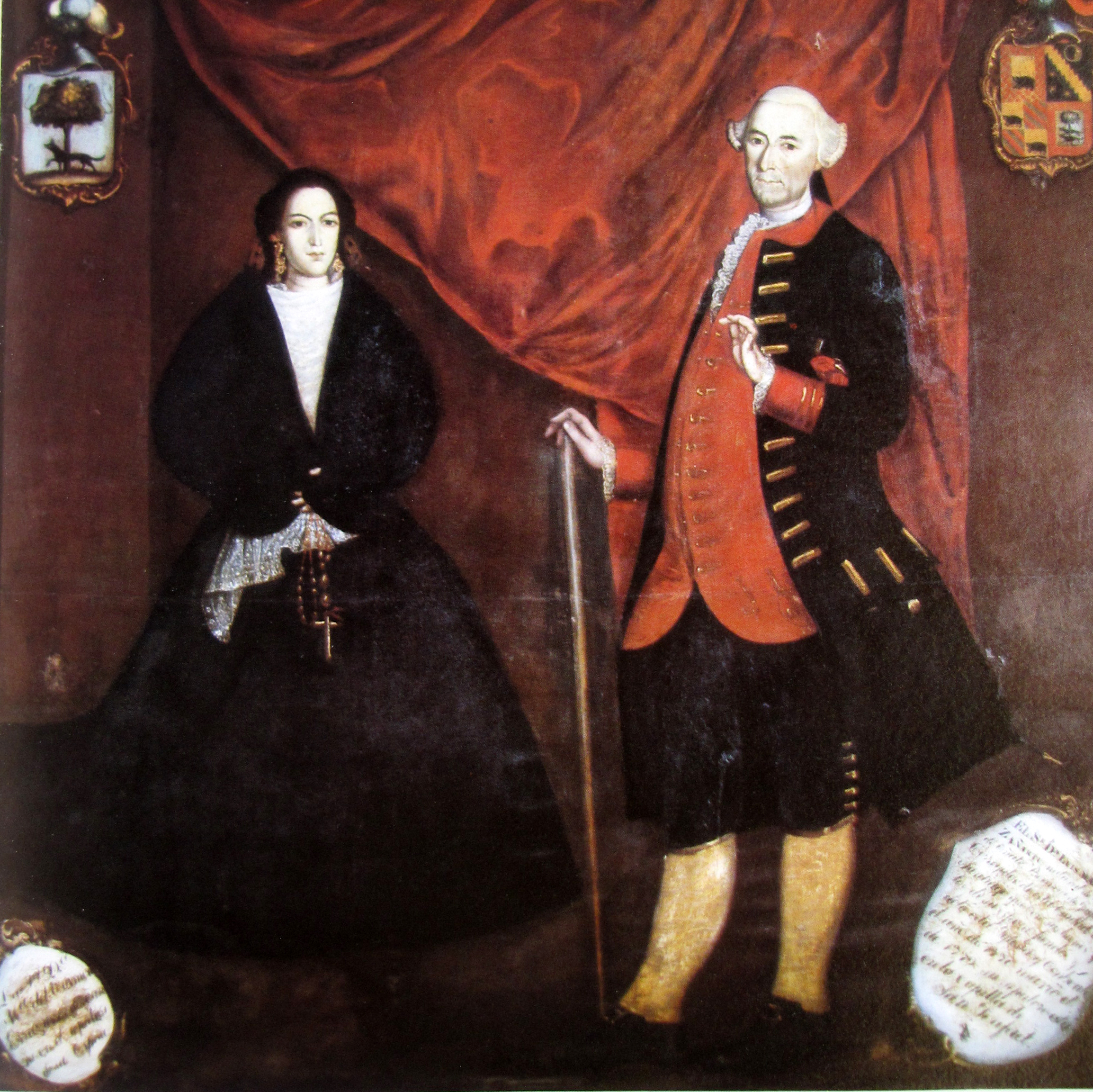
Retrato del Corregidor de Santiago, Don Luis Manuel Zañartu y su esposa Doña María del Carmen Errázuriz, en el convento del Carmen Bajo en Santiago de Chile.

Ellas ingresaron el 22 de octubre de 1773, mientras que el nuevo recinto monástico (que tomó el nombre de San Rafael) se estrenó dos días más tarde, y fue su primera Priora la Madre Josefa Aldunate, que, como todas las internas, trocó su apellido paterno con el de San Rafael. Profesaron ambas los votos de castidad, pobreza y obediencia en 1777, después de recibir un informe del defensor de menores Martín de Ortúzar y, acto continuo, la dispensa del obispo de Santiago.

### La muerte del corregidor y los sucesos que tras aquella vinieron
Estaba bastante enfermo y cansado Zañartu, y yacía mucho tiempo en cama, acompañado por su confesor y amigo fray Gabriel Portusagasti. El legendario corregidor tuvo escasos momentos de lucidez, en uno de los cuales el padre Portusagasti aprovechó para imponerle el sacramento del viático (o extremaunción). 
La noche de ese día de confesión, 15 de abril de 1782, Luis Manuel de Zañartu murió a sus 59 años. 
Al día siguiente, su cadáver fue trasladado a la iglesia del convento que él fundara, el del Carmen de San Rafael, más conocido como "Carmen Bajo". Un gentío variopinto asistió a la sepultura de los restos mortales del mítico personaje.
El 15 de junio de 1783, día viernes, un hecho pareció demostrar que el alma de Zañartu aún rondaba esta tierra. Una cruz de hierro sita en la cúspide del techo de la casa del ya fenecido corregidor, fue azotada por un fuerte viento y cayó con gran estrépito, sobresaltando a los vecinos. Pero lo más sorprendente aconteció el sábado inmediato: las copiosas lluvias que habían caído varios días antes, y que no cesaban, lograron minar los cimientos de los tajamares que Zañartu mandó erigir para contener las aguas del río Mapocho. Entretanto, el monasterio del Carmen Bajo anunciaba con rabiosos tañidos que las aguas también hacían peligrar sus contornos; allí acudió con presteza el capitán Diego Álvarez del Rosalejo,  pretendiente de María de los Dolores, secundado por un grupo de hombres, quienes pusieron a salvo a las monjas, y, desde luego, a las ya juveniles hijas de Zañartu.

## En la Cultura Popular
El programa humorístico televisivo Jappening Con Ja, emitido por TVN y por Mega, en su clásico segmento "La Oficina" tenía como protagonista al Jefe Willy Zañartu, interpretado por Eduardo Ravani. Dicho personaje, además del nombre, hereda características similares, como ser injusto y autoritario.